# Criptopórticos (Arlés)
Los criptopórticos son unas galerías subterráneas romanas que existen en la ciudad de Arlés, en el sur de Francia, siendo uno de los lugares calificados como Patrimonio de la Humanidad por la Unesco, dentro del Sitio «Monumentos romanos y románicos de Arlés», con concreto, y junto al foro romano, con el código de identificación 164-003.
Se trata, pues, de construcciones subterráneas del foro romano, realizadas al mismo tiempo que este, en torno a los años 30-20 a. C.
- Datos: Q5791020
- Multimedia: Cryptoportiques d'Arles / Q5791020